# 沙尔巴塔纳谷
沙尔巴塔纳谷（Shalbatana Vallis）是火星欧克西亚沼区，一条位于北纬7.8度、西经42.1度的古老水蚀河道，是克律塞平原南部最西端的溢出河道，它发源于赤道西经46度的一处混沌地形区，其终点切入进克律塞平原中。
沙尔巴塔纳谷包含了火星上第一个湖滨线的明确证据，这条湖滨线是一座面积210平方公里（80平方英里）、深460米（1500英尺）古湖泊的一部分。利用高分辨率成像科学设备图像进行的研究表明，水流侵蚀出一道 48公里（30英里）长的峡谷，该峡谷又接通为一条河谷，冲刷携带的淤积物沉淀形成了一处三角洲。该三角洲和环盆地周边的其他地貌暗示存在过一座巨大、长寿的湖泊。尤其令人感兴趣的是，有证据表明它是在温暖潮湿期结束后形成的，因此，该湖泊存续的时间可能比以前想象的要长得多。
该河谷名称取自阿卡德语中的“火星”一词。

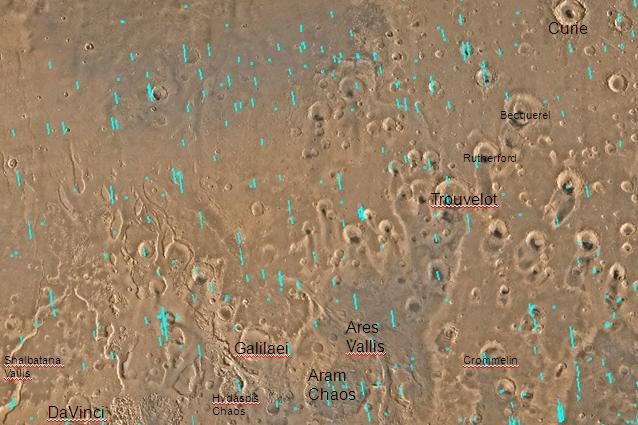
标注了主要地貌特征的欧克西亚沼区图，该地区分布有许多坍塌的混沌地形区和溢出河道（被认为是由特大洪水所形成）。
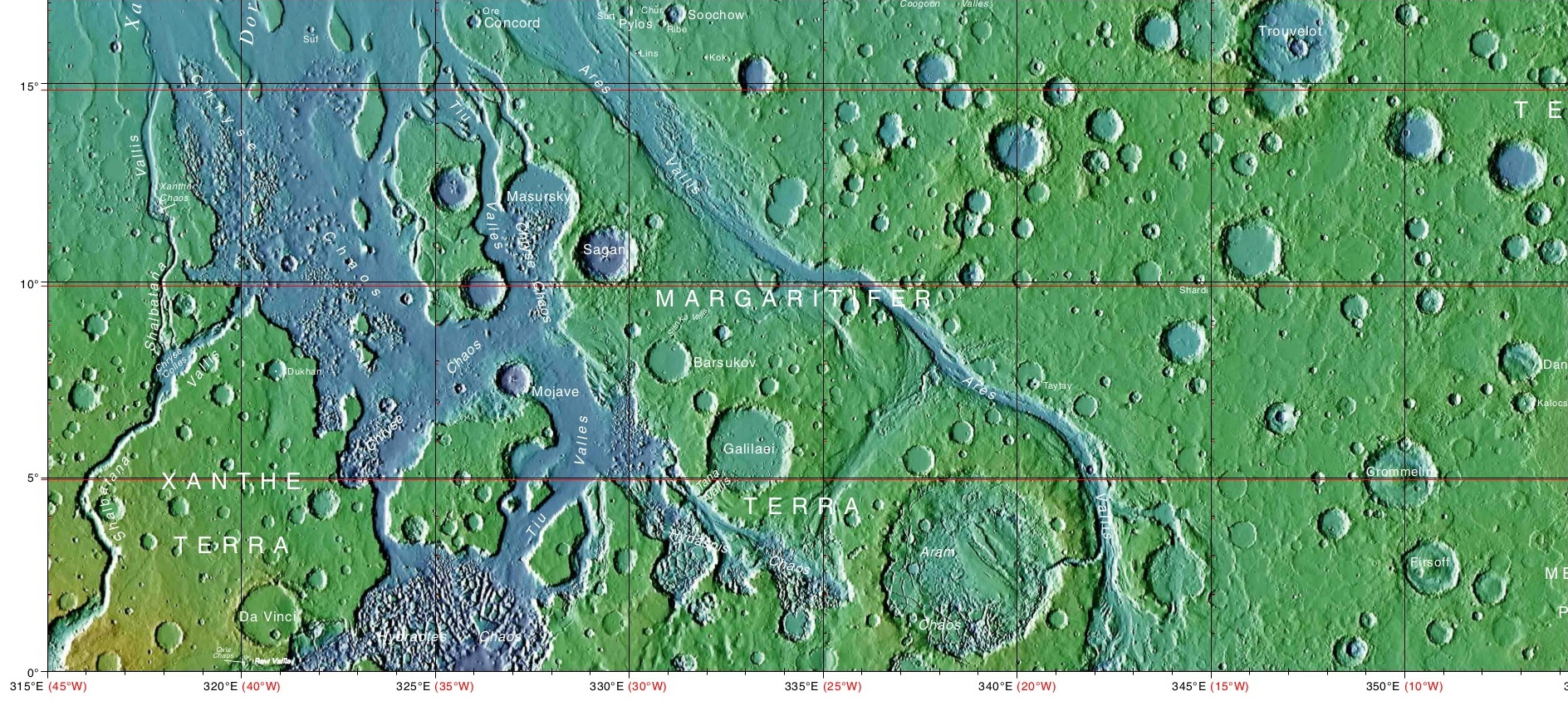
火星欧克西亚沼区地形图，显示了一系列混沌地形区和包括沙尔巴塔纳谷在内的众多河谷位置。
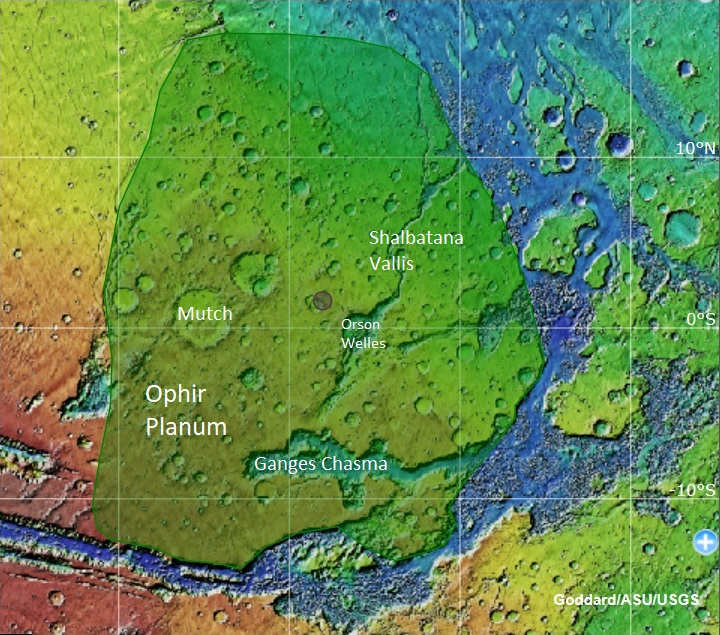
显示了沙尔巴塔纳谷位置和其他主要特征的克珊忒台地地图。
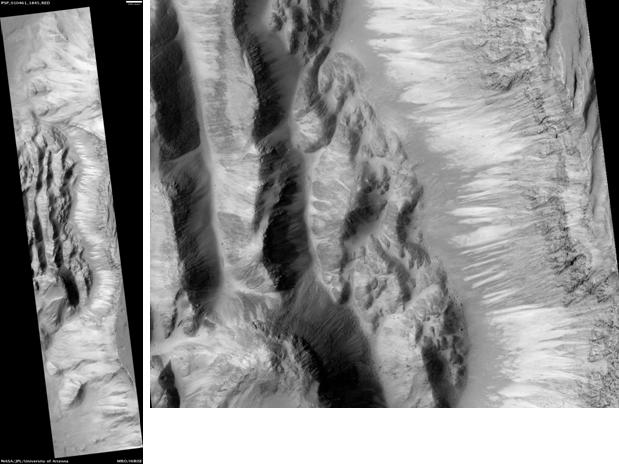
高分辨率成像科学设备显示的沙尔巴塔纳谷谷底地表，比例尺长1000米。
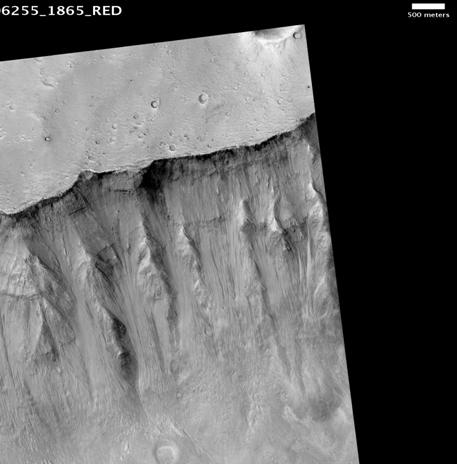
高分辨率成像科学设备显示的沙巴塔纳谷，比例尺长500米。

## 另请参阅
- 混沌地形
- 火星地质
- 火星湖泊
- 火星混沌地形区列表
- 溃决洪水
- 溢出河道

## 延伸阅读
- Baker, V.R.; Carr, M.H.; Gulick, V.C.; Williams, C.R. & Marley, M.S. . Kieffer, H.H.; Jakosky, B.M.; Snyder, C.W. & Matthews, M.S.  (编). . Tucson, AZ: University of Arizona Press.
- Carr, M.H. . . Cambridge University Press. 11 January 2007. ISBN 978-0-521-87201-0.